# Hutyn Tomnatyk
Le Hutyn Tomnatyk (ukrainien : Гутин Томнатик, russe : Гутин Томнатек Gutin Tomnate, en roumain : Gutinul tomnatic) est un sommet d'Ukraine dans l'oblast de Transcarpatie. Situé dans le massif de la Tchornohora (la « montagne noire » en ukrainien), partie des Carpates orientales, culminant à 2 015 m d'altitude avec un relief de paysage glaciaire, il appartient à l'étage subalpin et a été inclus dans la réserve de biosphère des Carpates orientales.
Entre le Hutyn Tomnatyk et le Brebeneskul (2 036 mètres) se trouve le lac Brebeneskul (de), à 1 801 m d'altitude, lac le plus élevé d'Ukraine, qui appartient au système de la Tisza.
L'étymologie de ces noms remonte au voïvodat médiéval de Marmatie qui était alors peuplé de valaques : en roumain, Brebenescul signifie « peuplé de bièvres » et Gutinul tomnatic « cognassier automnal ».